# Haroldo Genésio Calado
Haroldo Genésio Calado (1892 — 1932) foi um escritor brasileiro.
Fundador da cadeira 35 na Academia Catarinense de Letras, da qual é patrono Martinho José Calado e Silva.